# The Baxter
The Baxter és una  pel·lícula estatunidenca escrita i dirigida per Michael Showalter, estrenada el 2005.

## Argument
The Baxter segueix els girs i voltes de la vida d'un jove durant les dues setmanes abans del seu casament, a l'estil de les comèdies de Howard Hawks.

## Repartiment
- Michael Showalter: Elliot Sherman
- Elizabeth Banks: Caroline Swann
- Michelle Williams: Cecil Mills
- Justin Theroux: Bradley Lake
- Peter Dinklage: Benson Hedges
- Michael Ian Black: Ed
- David Wain: Louis Lewis
- Paul Rudd: Dan Abbott
- Jack Mcbrayer: Elliot's Friend
- Havilland Morris: Kate Lewis